# West-Samische talen
De West-Samische talen zijn een ondergroep van de Samische talen. Deze laatste groep maakt op zijn beurt deel uit van de grotere Oeraalse taalfamilie. De West-Samische groep omvat onder andere het Lule- en Noord-Samisch. 
De andere ondergroep van Samische talen zijn de Oost-Samische talen.
De West-Samische talen worden vrijwel uitsluitend gesproken in delen van Scandinavië, vooral het noorden daarvan.